# أوسيتيا الجنوبية
أوسيتيا الجنوبية رسمياً جمهورية أوستيا الجنوبية (بالأوسيتية: Хуссар Ирыстон) هي جمهورية مستقلة معترف بها فقط من قبل روسيا الاتحادية وفنزويلا ونيكاراغوا وناورو وتوفالو وسوريا. يبلغ عدد سكان أوسيتيا الجنوبية 72,000 نسمة ومساحتها 3,900 كيلومتراً مربعاً. العملة الرسمية هي الروبل الروسي.
كانت أوسيتيا الجنوبية خلال الحقبة السوفيتية تقع ضمن إقليم أوسيتيا الجنوبية ذاتي الحكم في جمهورية جورجيا الاشتراكية السوفيتية. وبعد تفكك الاتحاد السوفيتي أعلنت أوسيتيا الجنوبية استقلالها عن جورجيا عام 1990، وأطلقت على نفسها اسم «جمهورية أوسيتيا الجنوبية». ردت الحكومة الجورجية بإلغاء الحكم الذاتي في المنطقة وحاولت إعادة ضم المنطقة بالقوة. أدى هذا إلى حرب أوسيتيا الجنوبية 1991-1992. اندلعت الأعمال القتالية بين جورجيا والمسيطرين على أوسيتيا الجنوبية في مناسبتين أخرتين في 2004 و2008. أدى النزاع الأخير إلى حرب في أوسيتيا الجنوبية حصل فيها الأوسيتيون والقوات الروسية على السيطرة الكاملة بحكم الأمر الواقع على كامل إقليم أوسيتيا الجنوبية السابق ذاتي الحكم.
تعتمد أوسيتيا الجنوبية على قواتها المسلحة الوطنية.
في أعقاب حرب أوسيتيا الجنوبية 2008 أعلنت روسيا ونيكاراغوا وفنزويلا وناورو اعترافها بأوسيتيا الجنوبية كجمهورية مستقلة. لا تعترف جورجيا بوجود أوسيتيا الجنوبية ككيان سياسي وتعدّ معظم أراضيها جزءاً من منطقة شيدا كارتلي داخل الأراضي الخاضعة للسيادة الجورجية والمحتلة من قبل الجيش الروسي.

## التاريخ

### العصور الوسطى حتى الفترة الحديثة المبكرة
ينتمي الأوسيتيون أصلاً إلى الألانس وهم قبيلة سارماتية. تحولوا إلى المسيحية في بدايات العصور الوسطى، بتأثير جورجي بيزنطي. تحت حكم المغول، دفعوا للخروج من أراضيهم في العصور الوسطى إلى جنوب نهر الدون في روسيا الحالية بينما هاجر قسم منهم نحو جبال القوقاز (إلى مملكة جورجيا وإلى الأراضي التي تقع حالياً في أوسيتيا الشمالية - ألانيا)،  حيث شكلوا ثلاثة كيانات إقليمية المتميزة. ظهر الديغور في الغرب تحت تأثير شعب القبرطاي المجاور الذين قدموا الإسلام. بينما ظهر الكودار في الجنوب وهي الآن أوسيتيا الجنوبية، وهي جزء من الإمارة الجورجية التاريخية ساماكابلو  حيث وجد الأوسيتيون ملاذاً من الغزاة المغول. أما الآيرون في الشمال أصبحوا أوسيتيا الشمالية الحالية وتحت الحكم الروسي منذ 1767. الغالبية الساحقة من الأوسيتيون هي من المسيحيين الأرثوذكس وهناك أيضاً أقلية كبيرة من المسلمين.

### اوسيتيا الجنوبية والاتحاد السوفيتي
انضمت الأراضي التي هي الآن أوسيتيا الجنوبية إلى روسيا في عام 1801، بالإضافة إلى جورجيا حيث استوعبت في الإمبراطورية الروسية. بعد الثورة الروسية، أصبحت أوسيتيا الجنوبية جزءاً من جمهورية جورجيا الديمقراطية المنشفية، بينما أصبحت أوسيتيا الشمالية جزءاً من جمهورية تيريك السوفيتية. «اتهمت حكومة المناشفة الجورجية الأوسيتيين بالتعاون مع البلاشفة الروس. جرت عدة ثورات أوسيتية بين 1918 و1920 والتي ظهرت خلالها مطالب باستقلال الإقليم. اندلع العنف في عام 1920 عندما أرسل المناشفة الجورجيون الحرس الوطني ووحدات الجيش النظامي لتسخينفالي لسحق الانتفاضات. تدعي المصادر الأوسيتية بمقتل نحو 5000 من الأوسيتيين وأكثر من 13,000 توفوا لاحقاً من الجوع والأوبئة».
أنشأت الحكومة السوفيتية الجورجية التي تأسست بعد غزو الجيش الأحمر لجورجيا عام 1921 أوبلاست أوسيتيا الجنوبية ذاتي الحكم في أبريل 1922. على الرغم من أن أوسيتيا امتلكت لغتها الخاصة (الأوسيتية) كانت الروسية والجورجية لغات الدولة. تمتع الإقليم في ظل حكم حكومة جورجيا خلال العهد السوفيتي بحكم ذاتي جزئي، بما في ذلك التحدث بلغة أوسيتيا وتعليمها في المدارس.

### الصراع الجورجي الأوسيتي
1989-2008
بدأ التوتر في المنطقة في التزايد بين الشعور القومي المتصاعد على حد سواء بين الجورجيين والأوسيتيين في عام 1989. قبل ذلك، عاشت الطائفتان في أوبلاست أوسيتيا الجنوبية ذاتي الحكم وجمهورية جورجيا الاشتراكية السوفيتية في سلام مع بعضهما البعض باستثناء أحداث 1918-1920. امتلك الشعبان مستوى عال من التفاعل وارتفعت معدلات الزيجات المختلطة.

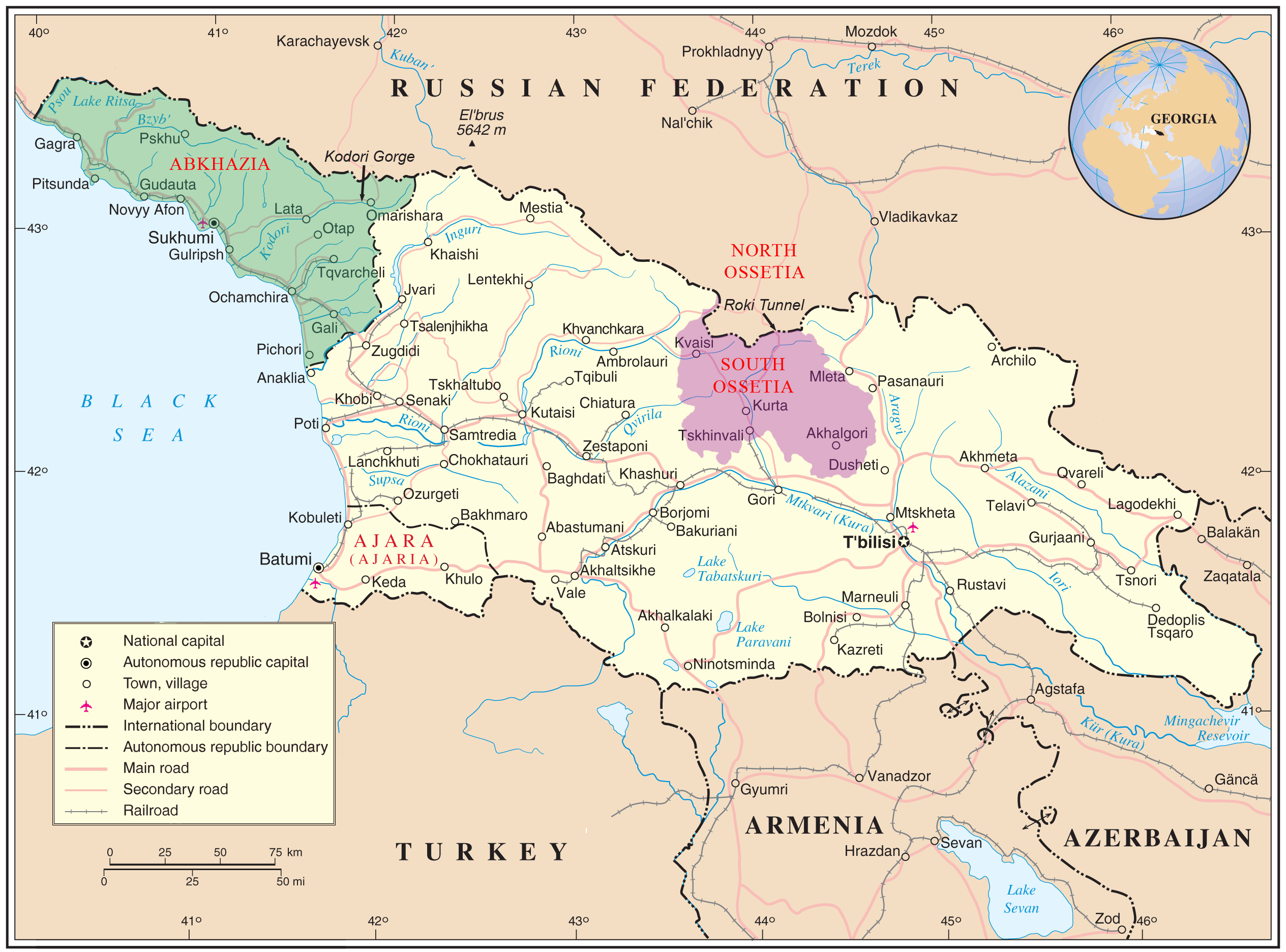
خريطة لجورجيا توضح موقع أوسيتيا الجنوبية (بنفسجي) و أبخازيا (أخضر)

تم إنشاء الجبهة الشعبية المؤثرة في أوسيتيا الجنوبية في عام 1988. في 10 نوفمبر 1989، طلبت المجلس الإقليمي لأوسيتيا الجنوبية من المجلس الأعلى الجورجي رفع تمثيل المنطقة إلى «جمهورية ذاتية الحكم». في 1989، حدد المجلس الأعلى الجورجي اللغة الجورجية لغة رئيسية في كافة أرجاء البلاد.
اعتمد المجلس الجورجي الأعلى قانوناً يمنع الأطراف الإقليمية في صيف 1990. فسرت أوسيتيا ذلك بأنه خطوة ضد الجبهة الشعبية، مما دفع بالأوسيتيين إلى إعلان بلادهم جمهورية أوسيتيا الجنوبية الديمقراطية في 20 سبتمبر 1990،  جمهورية كاملة السيادة داخل اتحاد الجمهوريات الاشتراكية السوفيتية. قاطع الأوسيتيون الانتخابات البرلمانية الجورجية اللاحقة وعقدوا انتخاباتهم الخاصة في ديسمبر. أعلنت الحكومة الجورجية برئاسة زفياد جامساخورديا هذه الانتخابات غير شرعية وألغت حالة الحكم الذاتي الذي تمتعت به أوسيتيا الجنوبية تماماً في 11 ديسمبر 1990.
اندلعت الصراعات العنيفة مع نهاية عام 1990. أرسل وزيرا داخلية روسيا وجورجيا قوات إلى أوسيتيا الجنوبية في ديسمبر، واندلعت الحرب في 5 يناير 1991، عندما دخلت القوات الجورجية تسخينفالي. تميز القتال عموماً بتجاهل القانون الإنساني الدولي من جانب الميليشيات لا يمكن السيطرة عليها، حيث أبلغ كلا الجانبين عن فظائع. تمت مهاجمة وإحراق العديد من قرى جنوب أوسيتيا خلال الحرب، وكذلك المنازل والمدارس الجورجية في تسخينفالي عاصمة أوسيتيا الجنوبية. نتيجة لذلك، توفي ما يقرب من 1000 من الأوسيتيين وفر نحو 100,000 من الإقليم وجورجيا عابرين الحدود إلى أوسيتيا الشمالية. كما نزح نحو 23,000 من الجورجيين من أوسيتيا الجنوبية واستقروا في أجزاء أخرى من جورجيا. جرى توطين العديدين من أوسيتيا الجنوبية في مناطق غير مأهولة في أوسيتيا الشمالية وهي المناطق التي طرد منها الإنغوش في عهد ستالين في عام 1944، مما أدى إلى صراع بين أوسيتيا وأنغوشيا على حق الإقامة في الأراضي الأنغوشية السابقة.

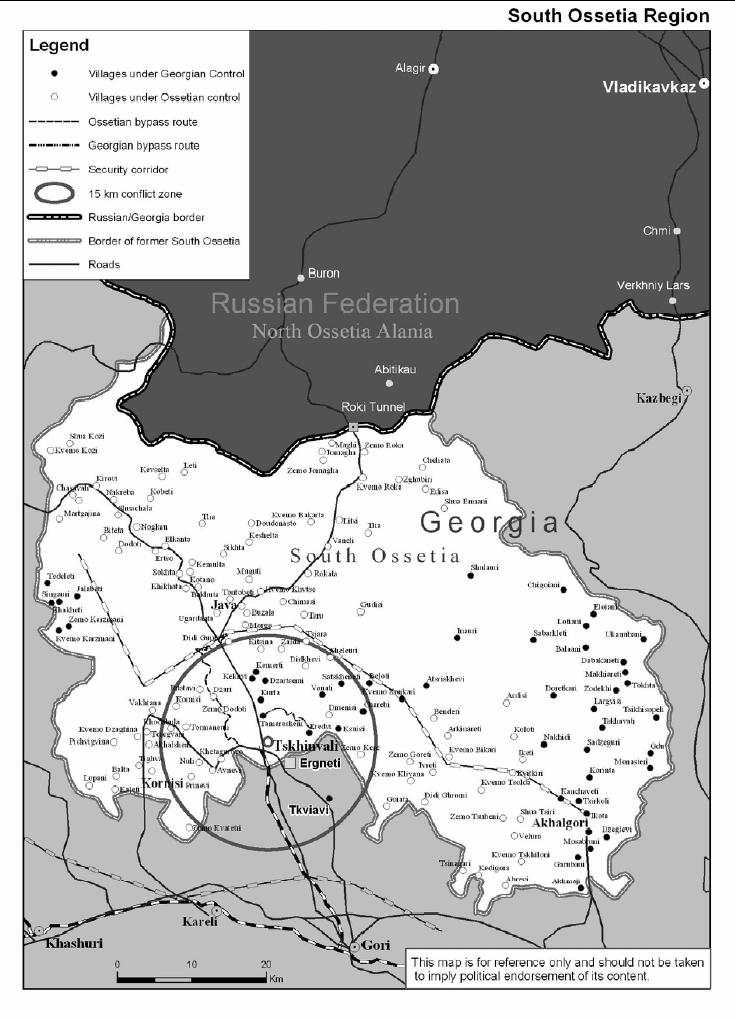
خريطة لأوسيتيا الجنوبية في نوفمبر 2004

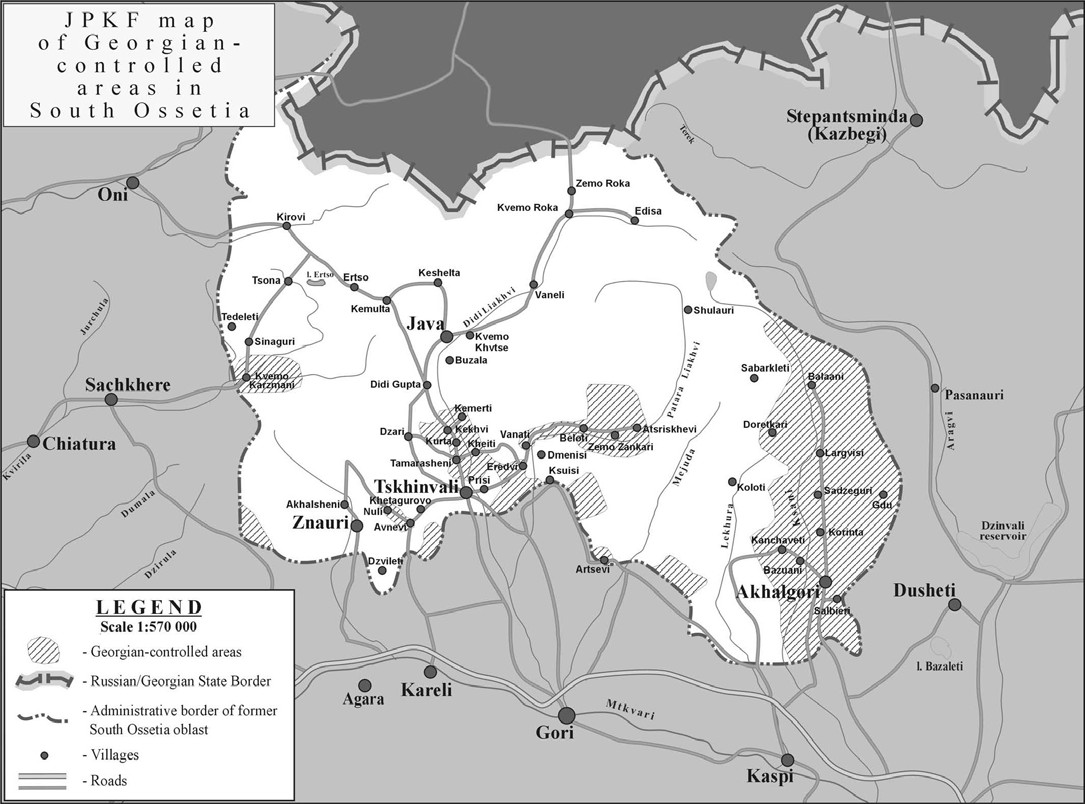
المناطق المظللة هي المناطق الخاضعة للسيطرة الجورجية يونيو 2007.

تأثر الجزء الغربي من أوسيتيا الجنوبية بزلزال راشا جافا عام 1991، والذي أدى إلى مقتل 200 شخص وتشريد 300 عائلة.
وافقت جورجيا في عام 1992 على وقف إطلاق النار لتجنب المواجهة مع روسيا على نطاق واسع. توصلت حكومة جورجيا والانفصاليون في أوسيتيا الجنوبية إلى اتفاق لتفادي استخدام القوة ضد بعضهما البعض، وتعهدت جورجيا بعدم فرض عقوبات ضد أوسيتيا الجنوبية. مع ذلك احتفظت الحكومة الجورجية بالسيطرة على أجزاء كبيرة من أوسيتيا الجنوبية بما في ذلك بلدة اخالجوري. تشكلت قوة لحفظ السلام من الأوسيتيين والروس والجورجيين. يوم 6 نوفمبر 1992، عينت منظمة الأمن والتعاون في أوروبا مهمة لمراقبة عمليات حفظ السلام في جورجيا. منذ ذلك الحين وحتى منتصف عام 2004 كان الوضع في أوسيتيا الجنوبية سلمياً عموماً. في يونيو 2004، بدأت توترات خطيرة في التصاعد حيث عززت السلطات الجورجية جهودها الرامية إلى جعل المنطقة مرة أخرى تحت حكم تبليسي، من خلال إقامة حكومة بديلة أوسيتية موالية لجورجيا في تبليسي. كما أرسلت جورجيا الشرطة لإغلاق مجمع واسع للسوق السوداء، والتي كانت واحدة من مصادر الدخل الرئيسية للمنطقة، مما أدى إلى اندلاع قتال بين القوات الجورجية وقوات حفظ السلام ضد الميليشيات في أوسيتيا الجنوبية والمقاتلين القادمين من روسيا. جرى احتجاز لرهائن وإطلاق للنار وتفجيرات أدت إلى عشرات القتلى والجرحى. تم التوصل إلى اتفاق وقف إطلاق النار في 13 أغسطس على الرغم من انتهاكه مراراً وتكراراً.
احتجت الحكومة الجورجية على الوجود الروسي المتزايد باستمرار اقتصادياً وسياسياً في المنطقة وضد الجيش غير المنضبط في أوسيتيا الجنوبية. كما اعتبرت قوة حفظ السلام (التي تتكون من أفراد من أوسيتيا الجنوبية وأوسيتيا الشمالية والروس والجورجيين بحصص متساوية) غير محايدة، وطالبت باستبدالها. أيد هذا الانتقاد عضو مجلس الشيوخ الأمريكي ريتشارد لوغار. قال مبعوث الاتحاد الأوروبي في جنوب القوقاز بيتر سيمنيبي لاحقاً أن «تصرفات روسيا في التجسس على جورجيا أضرت بمصداقيتها بوصفها قوة حفظ السلام محايدة في الجوار الأوروبي المطل على البحر الأسود.»  في وقت لاحق، رعى كل من جو بايدن (رئيس لجنة العلاقات الخارجية في مجلس الشيوخ الأمريكي) وريتشارد لوغار وميل مارتينيز قراراً يتهم روسيا بمحاولة تقويض وحدة أراضي جورجيا، ودعا إلى استبدال قوة حفظ السلام الروسية التي تعمل في إطار رابطة الدول المستقلة.
حرب 2008

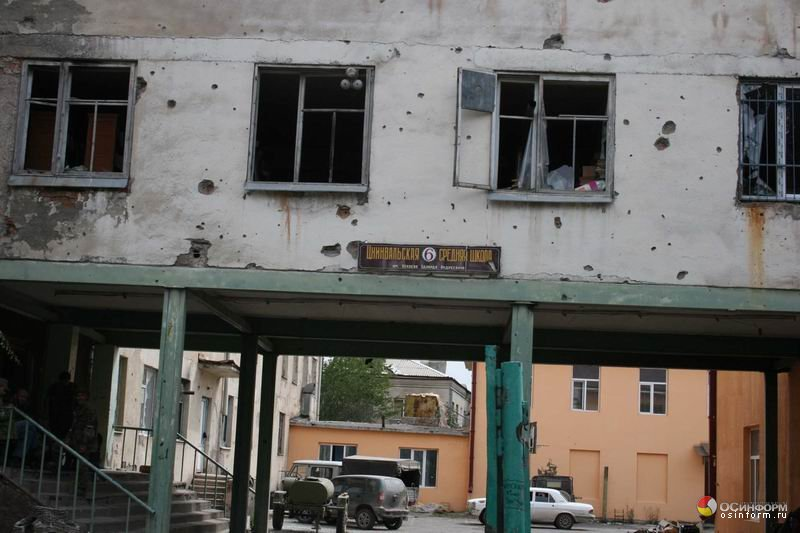
أغسطس 2008، تسخينفالي بعد الهجوم الجورجي. اللافتة تشير إلى مدرسة ثانوية.

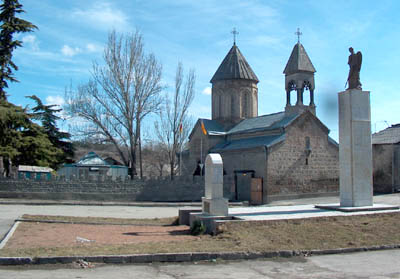
نصب تذكاري لضحايا الصراع بين جورجيا وأوسيتيا في تسخينفالي

بدأ التمهيد للصراع باشتباكات عنيفة يوم الأربعاء 6 أغسطس 2008 حيث ادعى كلا الجانبين بتعرضهما لإطلاق نار. قالت السلطات الانفصالية في أوسيتيا الجنوبية أن جورجيا قصفت قرى أوسيتيا الجنوبية مما أسفر عن مقتل ستة أوسيتيين. بينما قالت وزارة الداخلية الجورجية أن القوات الجورجية ردت على إطلاق النار فقط بعد أن قصفت أوسيتيا الجنوبية مواقع قرى جورجية تسيطر عليها مما أسفر عن إصابة ستة مدنيين وشرطي جورجي واحد. اتهم وزير الداخلية الجورجي الجانب الأوسيتي الجنوبي بـ«محاولة خلق وهم تصعيد خطير، وهم حرب». بالإضافة إلى ذلك، اتهم قائد وحدة حفظ السلام الجورجية، الجنرال كوراشفيلي، قوات حفظ السلام الروسية بالمشاركة في قصف القرى الجورجية. نفت أوسيتيا الجنوبية إثارة النزاع.
وفقا لاطلاع دفاع موسكو فإنه على مدى عدة أيام في أوائل أغسطس، ركز الجورجيون عدداً كبيراً من القوات والعتاد، بما في ذلك كامل كتائب المشاة الثانية والثالثة والرابعة ولواء المدفعية وعناصر من لواء المشاة الأول وكتيبة دبابات غوري وغيرها بحيث وصل المجموع إلى 16000 رجل في الجيوب الجورجية في منطقة النزاع في أوسيتيا الجنوبية، تحت غطاء تقديم الدعم لتبادل إطلاق النار مع التشكيلات الأوسيتية". يعطي المعهد الدولي للدراسات الإستراتيجية وخبراء الاستخبارات الغربية تقديرات أقل، حيث يقولون أن جورجيا حشدت نحو 12000 من الجنود و 75 دبابة على الحدود مع أوسيتيا الجنوبية بحلول 7 أغسطس.
وافقت جورجيا في السابع من أغسطس على وقف لإطلاق النار مع أوسيتيا الجنوبية. ورغم ذلك، في الساعات الأولى من 8 أغسطس 2008، أطلقت هجوماً واسع النطاق. وفقا لتقرير أعدته الحكومة الجورجية، تحرك الجيش الجورجي بعد دخول عدد كبير من القوات الروسية ونحو 150 عربة مدرعة وشاحنة أراضي أوسيتيا الجنوبية من خلال نفق روكي في ليلة 7 أغسطس. زعم التقرير أن الجيش الروسي والميليشيات الأوسيتية بدأت قصفاً بالمدفعية الثقيلة على قرية تاماراشيني التي سكانها من الجورجيين والواقعة على مشارف تسخينفالي عند الساعة التاسعة مساء من يوم 7 أغسطس. لكن مجموعة المراقبة التابعة لمنظمة الأمن والتعاون في تسخينفالي لم تسجل أي قصف مدفعي صادر من الجانب الأوسيتي الجنوبي في الساعات قبل بدء القصف الجورجي، بينما يشهد مسؤولو حلف شمال الأطلسي بمناوشات طفيفة ولكن لا شيء يرقى إلى حد الاستفزاز، وفقاً لمجلة دير شبيجل. ادعاء جورجيا بأنها ردت على غزو روسي واسع النطاق لم يتلق إلا القليل من الدعم من حلفائها الولايات المتحدة وحلف شمال الأطلسي.
لا تزال حسابات من بدأ الحرب متناقضة. قال إيروسي كيتسماريشفيلي سفير جورجيا السابق لدى موسكو وأحد المقربين من الرئيس ميخائيل ساكاشفيلي في شهادته أمام برلمان جورجيا أن الحكومة الجورجية كانت تستعد لبدء الحرب في أوسيتيا الجنوبية.
بعد هجوم مدفعي مطول، دخلت القوات الجورجية بدباباتها وبدعم جوي الأراضي التي يسيطر عليها الانفصاليون. في اليوم نفسه، قتل اثنا عشر جندياً من قوات حفظ السلام الروسية وأصيب نحو 150 بجروح. أبلغ عن قتال عنيف في تسخينفالي طوال الثامن من أغسطس، حيث حاولت القوات الجورجية دفع الأوسيتيين ببطء خارج المدينة. في اليوم التالي، أرسلت روسيا قوات إلى أوسيتيا الجنوبية لإخراج القوات الجورجية. بالإضافة إلى ذلك، استهدفت روسيا البنية التحتية العسكرية لجورجيا للحد من قدرة جورجيا على القيام بتوغل آخر. دفعت القوات الروسية الجيش الجورجي خارج أوسيتيا الجنوبية وانتقلت أبعد من ذلك محتلة غوري وكاريلي وكاسبي وإغويتي في جورجيا ذاتها. بالتوازي مع هذه الأحداث دخلت القوات الروسية جورجيا الغربية من أبخازيا محتلة زوغديدي وسيناكي والميناء الجورجي الهام بوتي.
بعد الاتفاق على وقف لإطلاق النار برعاية الاتحاد الأوروبي، سحبت روسيا قواتها إلى روسيا وأوسيتيا الجنوبية، وأنهت انسحابها بحلول الثامن من أكتوبر. خلفت الحرب تسخينفالي عاصمة أوسيتيا الجنوبية في حالة خراب، بينما أحرقت القرى ذات العرقية الجورجية وسويت بالأرض. مما أدى إلى تشريد 24,000 أوسيتي و 15,000 جورجي وفقاً لتقرير منظمة العفو الدولية.

## الجغرافيا والمناخ

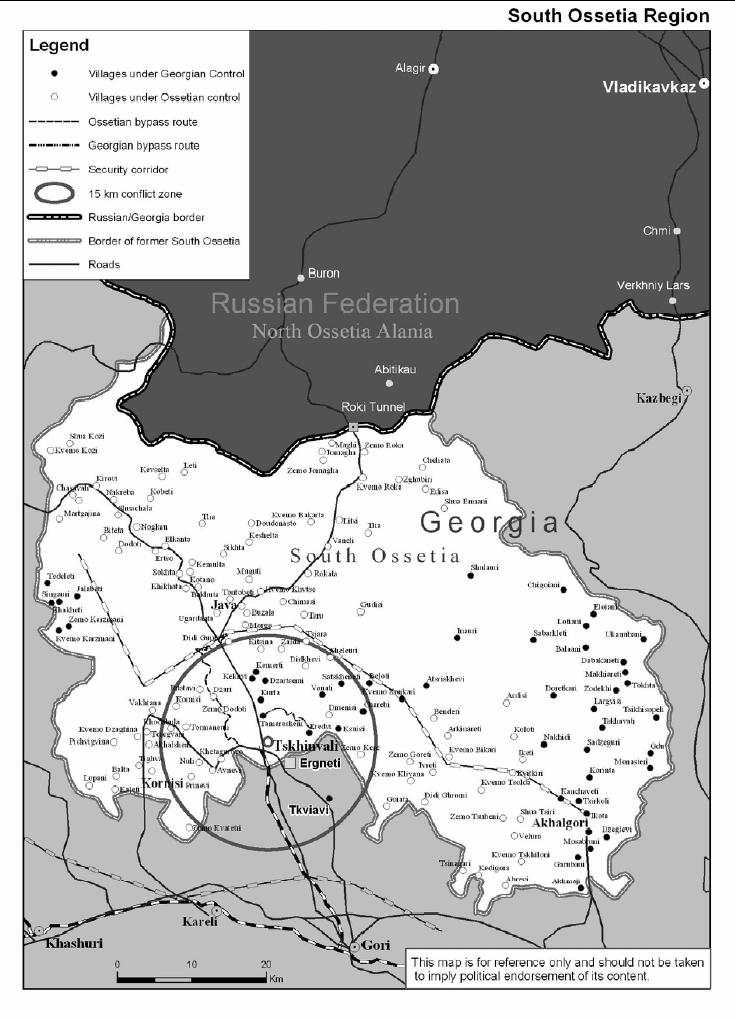
خريطة أوسيتيا الجنوبية (نوفمبر 2004)
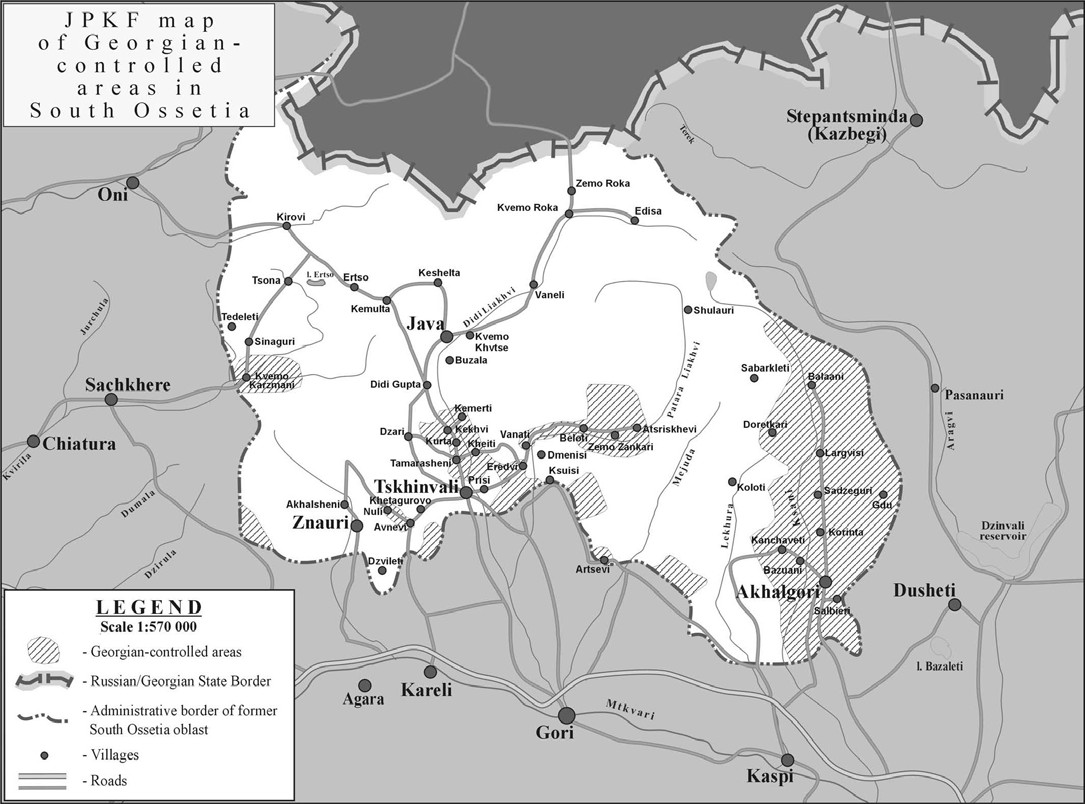
خارطة لجنة المراقبة المشتركة لتسوية النزاعات الجورجية-الأوسيتية تشير إلى المناطق التي تسيطر عليها جورجيا في أوسيتيا الجنوبية (التظليل المفروض) في يونيو 2007.
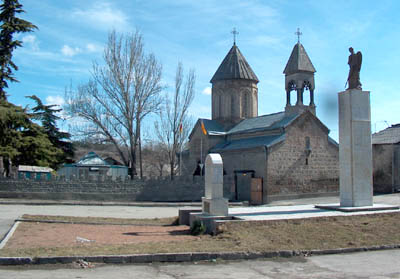
النصب التذكاري في تسخينفالي لضحايا النزاع الجورجي - الأوسيتي
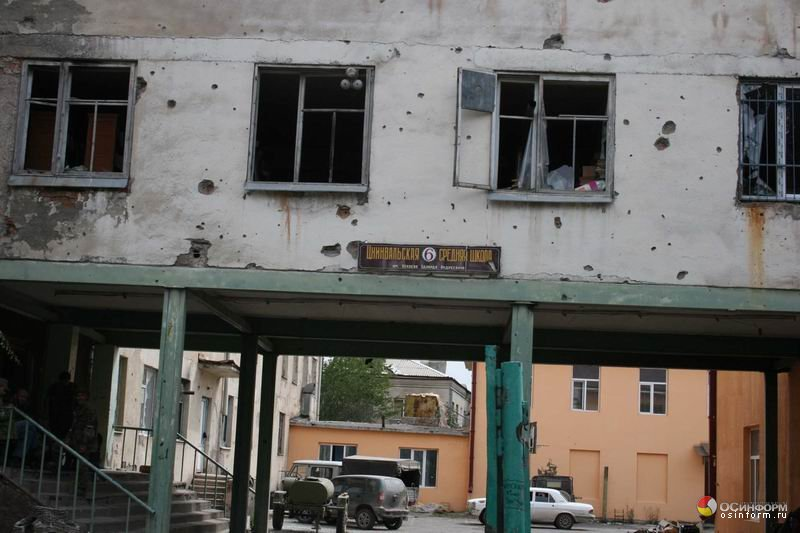
مدرسة في تسخينفالي بعد القتال خلال أغسطس 2008
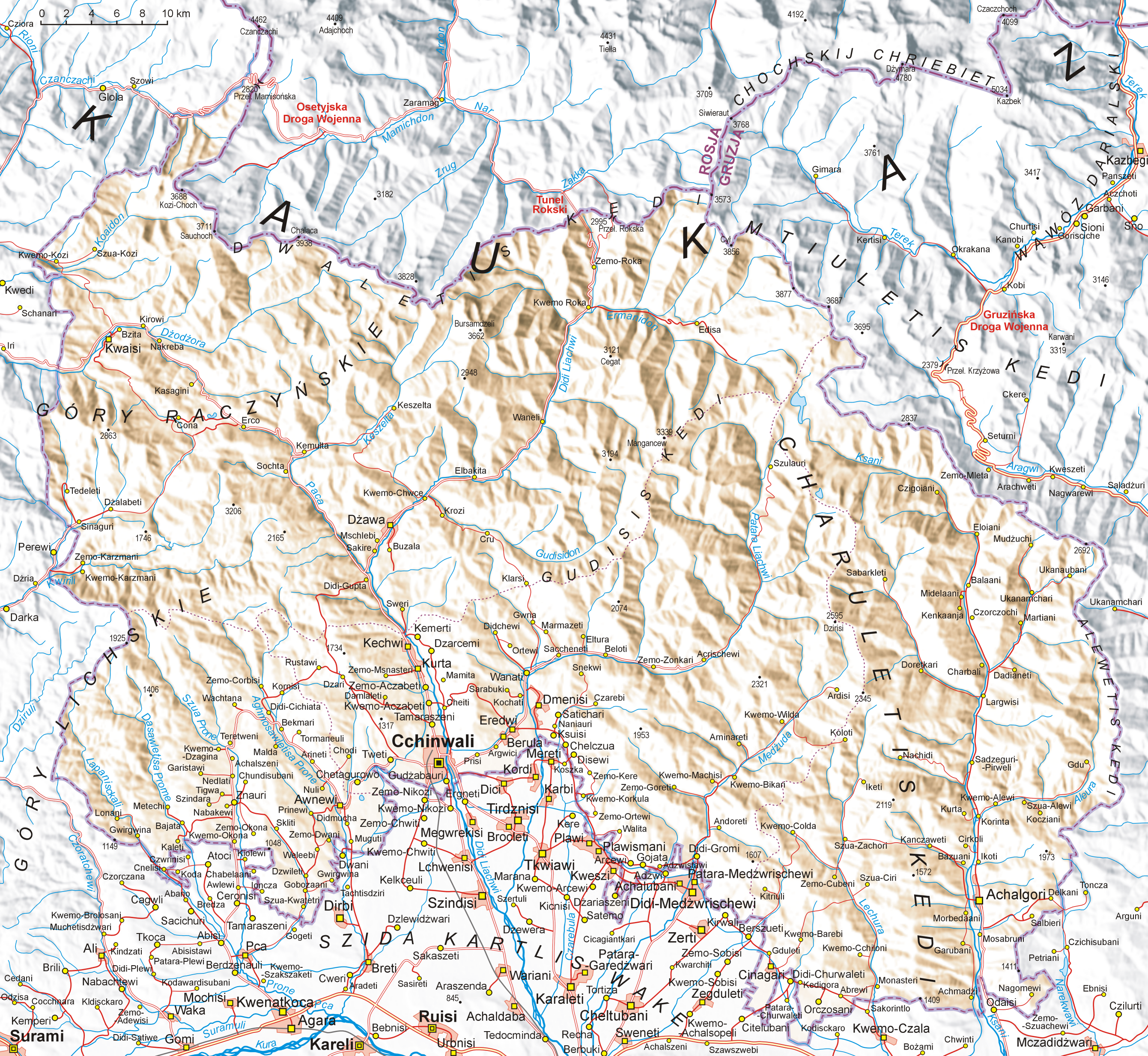
الخريطة الطبوغرافية لأوسيتيا الجنوبية (النسخ البولندي)
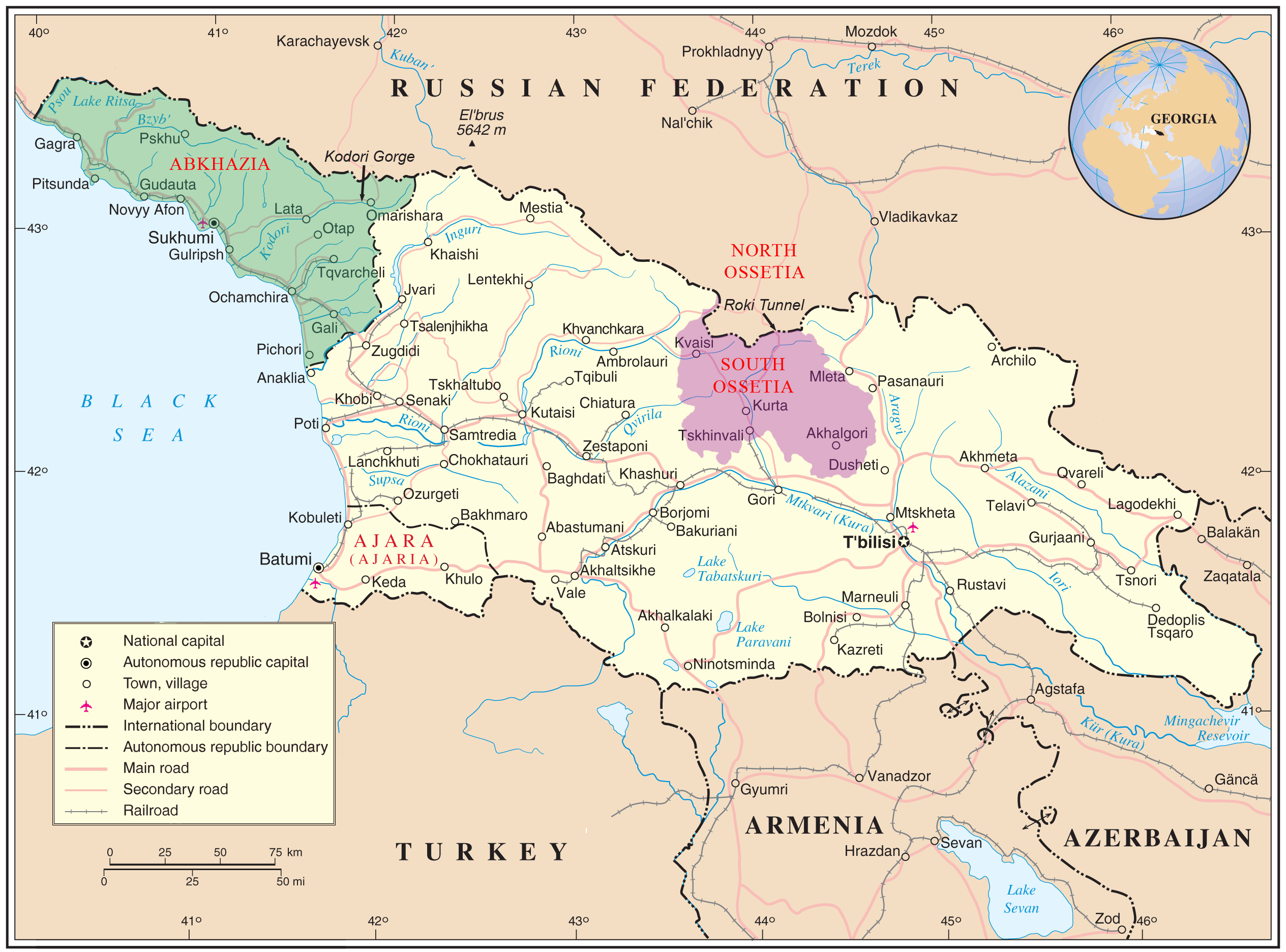
خريطة لجورجيا تُبرز أوسيتيا الجنوبية (أرجوانية) وأبخازيا (خضراء)

تغطي أوسيتيا الجنوبية مساحة قدرها حوالي 3,900 كم2 على الجانب الجنوبي من القوقاز، تفصلها الجبال عن أوسيتيا الشمالية الأكثر سكاناً (جزء من روسيا)، وتمتد جنوباً إلى قرب نهر متكفاري في جورجيا. البلاد جبلية للغاية وتقع معظم المنطقة فوق 1000 متر عن مستوى سطح البحر، وأعلى نقطة هي جبل خالاتسا عند 3938 متر عن مستوى سطح البحر. اقتصاد أوسيتيا الجنوبية زراعي في المقام الأول على الرغم من أن نسبة الأراضي المزروعة تشكل أقل من 10 ٪ من مساحة البلاد. المنتجات الرئيسية هي الحبوب والفاكهة والكروم. كما توجد صناعات تعتمد على الغابات والماشية. هناك أيضاً عدد من المنشآت الصناعية وخاصة حول العاصمة تسخينفالي.

## الوضع السياسي
لا يعترف أي من الاتحاد الأوروبي أو مجلس أوروبا أو منظمة حلف شمال الأطلسي (الناتو) ومعظم الدول الأعضاء في الأمم المتحدة بأوسيتيا الجنوبية كدولة مستقلة. نظم الانفصاليون الذين يحكمون جمهورية الأمر الواقع في أوسيتيا الجنوبية استفتاء عاماً ثانياً  على الاستقلال في 12 نوفمبر 2006، بعد الاستفتاء الأول في عام 1992 والذي لا تعترف به أغلب الحكومات. وفقاً لسلطة الانتخابات في تسخينفالي، صوتت الأغلبية من أجل الاستقلال عن جورجيا حيث يؤيد 99٪ من المصوتين استقلال أوسيتيا الجنوبية بينما كانت نسبة الإقبال على التصويت نحو 95 ٪. أشرف على الاستفتاء فريق من 34 مراقباً دولياً من ألمانيا والنمسا وبولندا والسويد وغيرها في 78 مركز اقتراع. رغم ذلك لم يجر الاعتراف به دولياً من قبل الأمم المتحدة أو الاتحاد الأوروبي أو منظمة حلف شمال الأطلسي أو روسيا نظراً لعدم مشاركة العرقية الجورجية والجدل حول شرعية إجراء مثل هذا الاستفتاء من دون اعتراف الحكومة الجورجية في تبليسي. أدان كل من الاتحاد الأوروبي ومنظمة الأمن والتعاون وحلف شمال الأطلسي الاستفتاء.
نظم الانفصاليون انتخابات عامة بالتوازي مع الاستفتاء، بينما نظمت حركة المعارضة الأوسيتية (شعب أوسيتيا الجنوبية من أجل السلام) بقيادة إدوارد كوكويتي الرئيس الحالي لأوسيتيا الجنوبية انتخاباتهم الخاصة في المناطق التي سيطرت عليها جورجيا في أوسيتيا الجنوبية، والتي شارك فيها بعض سكان أوسيتيا من الجورجيين وغيرهم وصوتوا لصالح ديمتري ساناكويف رئيساً بديلاً لأوسيتيا الجنوبية.
في أبريل 2007، أنشأت جورجيا كياناً إدارياً مؤقتاً في أوسيتيا الجنوبية،  ويعمل بها أفراد من العرقية الأوسيتية من الحركة الانفصالية. تم تعيين ديمتري ساناكويف كزعيم للكيان. كان المقصود من هذه الإدارة المؤقتة أن تتفاوض مع السلطات الجورجية المركزية بشأن وضعها النهائي وتسوية النزاع. في 10 مايو 2007، تم تعيين ساناكوييف من قبل رئيس جورجيا كرئيس للكيان المؤقت في أوسيتيا الجنوبية.

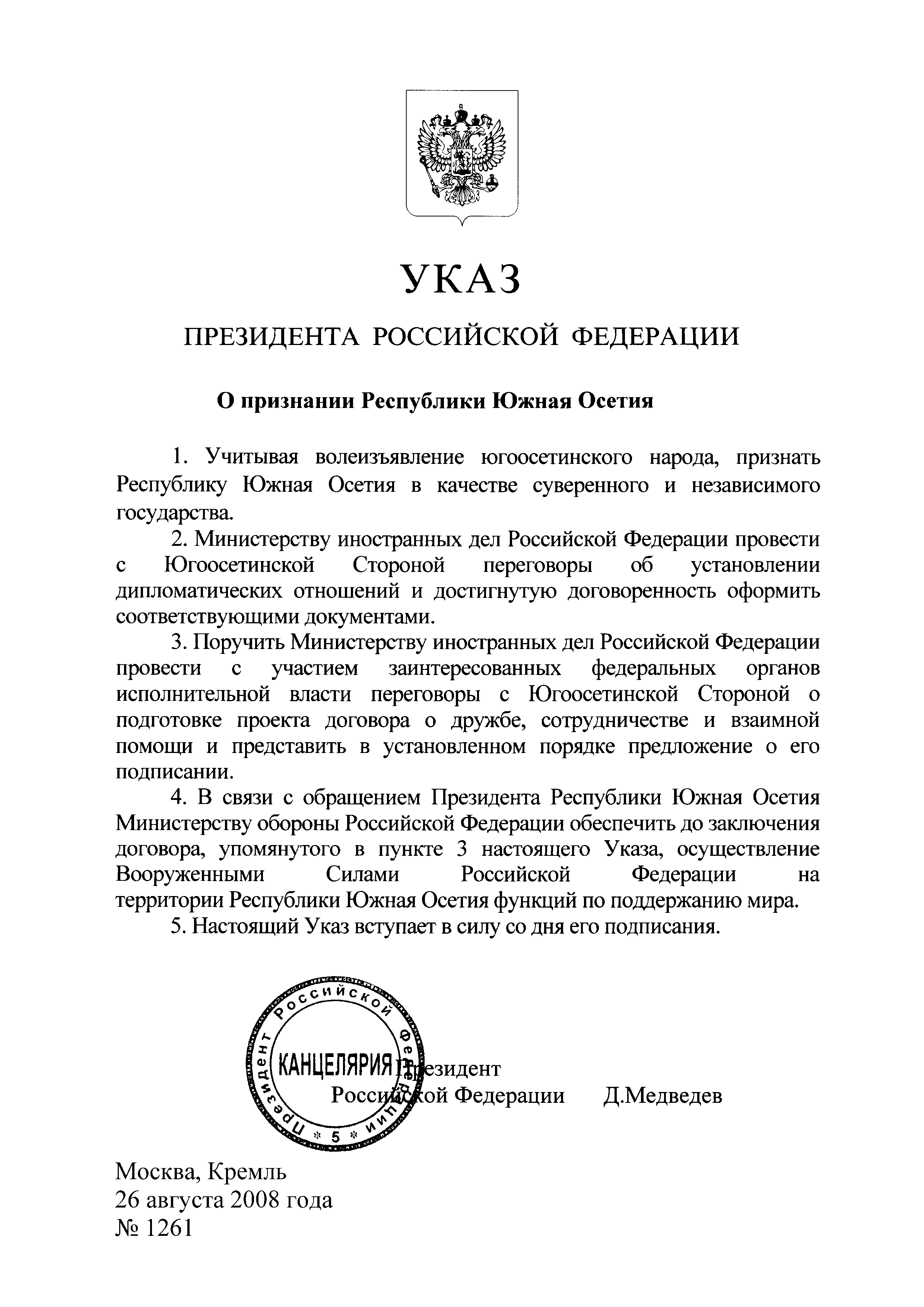
المرسوم الرئاسي الروسي رقم 1261 و الذي يعترف باستقلال أوسيتيا الجنوبية

في 13 يوليو 2007، عينت جورجيا لجنة حكومية برئاسة رئيس الوزراء زوراب نوغايدلي لتطوير حالة الحكم الذاتي الذي تتمتع به أوسيتيا الجنوبية ضمن إطار الدولة الجورجية. وفقا لمسؤولين جورجيين، كانت الوضع سيطرح برمته إطار «حوار شامل» مع كافة القوى والطوائف داخل المجتمع الأوسيتي.
في أعقاب حرب 2008 اعترفت روسيا بأوسيتيا الجنوبية كدولة مستقلة. قوبل هذا الاعتراف الروسي من جانب واحد بإدانة من الكتل الغربية، مثل منظمة حلف شمال الأطلسي ومنظمة الأمن والتعاون في أوروبا ومجلس أوروبا بسبب انتهاك وحدة أراضي جورجيا. تأخرت استجابة الاتحاد الأوروبي الدبلوماسية بسبب الخلافات بين دول أوروبا الشرقية والمملكة المتحدة من جهة والتي ترغب في رد فعل قوي وبين ألمانيا وفرنسا ورغبة الدول الأخرى في عدم عزل روسيا. قال المبعوث الأمريكي السابق ريتشارد هولبروك أن الصراع يمكن أن يشجع الحركات الانفصالية في الدول السوفيتية السابقة الأخرى على طول الحدود الغربية لروسيا. بعد عدة أيام أصبحت نيكاراغوا ثاني دولة تعترف بأوسيتيا الجنوبية. تلى ذلك فنزويلا في 10 سبتمبر 2009 لتصبح ثالث دولة عضو في الأمم المتحدة تعترف بها.
في 30 أغسطس 2008، أعلن تارزان كوكويتي نائب رئيس البرلمان في أوسيتيا الجنوبية أن المنطقة ستستوعب قريباً في روسيا، بحيث يمكن للأوسيتيين الجنوبيين والشماليين العيش معاً في دولة روسية موحدة. بدأت القوات الروسية والأوسيتية الجنوبية بإعطاء سكان أخالجوري - أكبر مدينة في الجزء الشرقي من أوسيتيا الجنوبية الذي تغلب عليه العرقية الجورجية - الخيار بين الموافقة على الجنسية الروسية أو مغادرة البلاد. مع ذلك، أعلن إدوارد كوكويتي الرئيس الحالي لأوسيتيا الجنوبية في وقت لاحق أن أوسيتيا الجنوبية لن تتخلى عن استقلالها بالانضمام إلى روسيا: «نحن لن نقول لا لاستقلالنا والذي تحقق على حساب العديد من الأرواح؛ لا خطة لأوسيتيا الجنوبية بالانضمام إلى روسيا». بينما قالت صحيفة جورجيا المدنية أن هذا البيان يتناقض مع بيان سابق لكوكويتي أدلى به في ذات اليوم، عندما أشار إلى أن أوسيتيا الجنوبية ستنضم إلى أوسيتيا الشمالية في الاتحاد الروسي.
خلال حفل افتتاح المبنى الجديد لسفارة جورجيا في كييف (أوكرانيا) في نوفمبر 2009، صرح الرئيس الجورجي ميخائيل ساكاشفيلي أنه يمكن لسكان أوسيتيا الجنوبية وأبخازيا أيضاً استخدام منشآتها «أود أن أؤكد لكم أيها الأصدقاء الأعزاء أن هذا هو وطنكم، وكذلك ستجدون هنا دائماً الدعم والتفاهم».

### قانون الأراضي الجورجية المحتلة
وقع الرئيس ساكاشفيلي في 31 أكتوبر 2008 على قانون الأراضي المحتلة الذي أقره البرلمان في الأسبوع السابق. يشمل القانون أبخازيا ومنطقة تسخينفالي (أراضي الأوبلاست ذاتي الحكم في أوسيتيا الجنوبية).
يضع القانون قيوداً على حرية الحركة والأنشطة الاقتصادية في الأراضي المحتلة. على وجه الخصوص، وفقاً للقانون، يجب على المواطنين الأجانب دخول المنطقتين الانفصاليتين فقط عن طريق جورجيا.
يحدد القانون في حالة أبخازيا أنه يجب الدخول والخروج من المنطقة عبر زوغديدي وفي حالة أوسيتيا الجنوبية من منطقة غوري. تمر الطريق الرئيسية المؤدية إلى أوسيتيا الجنوبية عبر بقية جورجيا في منطقة غوري.
رغم ذلك، توضح الوثيقة الحالات الخاصة التي يعدّ فيها الدخول إلى المناطق الانفصالية غير قانوني. حيث يمكن منح تصريح خاص لدخول المناطق الانفصالية، إذا كانت هذه الرحلة تخدم مصالح دولة جورجيا أو الحل السلمي للنزاع أو رفع الاحتلال أو لأغراض إنسانية.
يحظر القانون أيضاً أي نوع من النشاط الاقتصادي بما في ذلك المشاريع المباشرة أو غير المباشرة، إذا كانت تلك الأنشطة تتطلب تصاريح أو تراخيص أو تسجيل وفقاً للتشريعات الجورجية. كما تحظر خطوط المواصلات الجوية والبحرية والسكك الحديدية والاتصالات عبرها وأيضاً التنقيب عن المعادن والتحويلات المالية. تعود قوانين تنظيم الأنشطة الاقتصادية إلى عام 1990.
ينص القانون على أن الاتحاد الروسي هو الدولة التي نفذت الاحتلال العسكري ويحملها كامل المسؤولية عن انتهاك حقوق الإنسان في أبخازيا وأوسيتيا الجنوبية. كما أن روسيا وفقاً للوثيقة، مسؤولة أيضا عن تعويض الأضرار المادية والمعنوية التي لحقت بالمواطنين الجورجيين وعديمي الجنسية والمواطنين الأجانب الذين هم في جورجيا ويدخلون الأراضي المحتلة بتصاريح ملائمة. كما ينص القانون أيضاً على أن الوكالات التابعة لدول الأمر الواقع والمسؤولين العاملين فيها غير قانونية.
يبقى القانون ساري المفعول حتى الاستعادة الكاملة للسيادة الجورجية على المناطق الانفصالية.

## السياسة
حتى النزاع المسلح في أغسطس 2008، كانت أوسيتيا الجنوبية تتكون من لوح شطرنج للبلدات والقرى المأهولة بالسكان الجورجيين والأوسيتيين. كانت مدينة تسخينفالي عاصمة أوسيتيا إلى حد كبير ومعظم المجتمعات الأخرى المأهولة بأوسيتيا تحكمها الحكومة الانفصالية، في حين كانت القرى والبلدات التي يسكنها الجورجيين تدار من قبل الحكومة الجورجية. هذا القرب الشديد واختلاط الطائفتين جعل النزاع الجورجي - الأوسيتي خطيرًا بشكل خاص، نظرًا لأن أي محاولة لإنشاء منطقة نقية عرقياً ستشمل نقل السكان على نطاق واسع.
لم يتم حل النزاع السياسي حتى الآن، وتحكم السلطات الانفصالية في أوسيتيا الجنوبية المنطقة باستقلال فعال عن تبليسي. على الرغم من أن المحادثات جرت بشكل دوري بين الجانبين، إلا أنه تم إحراز تقدم ضئيل في ظل حكومة إدوارد شيفرنادزه (1993-2003). خليفته ميخائيل ساكاشفيلي (انتخب عام 2004) جعل إعادة تأكيد السلطة الحكومية الجورجية أولوية سياسية. بعد أن أنهى بنجاح الاستقلال الفعلي لمقاطعة أجاريا الجنوبية الغربية في مايو 2004، تعهد بالسعي إلى حل مماثل في أوسيتيا الجنوبية. بعد اشتباكات 2004، كثفت الحكومة الجورجية جهودها للفت انتباه العالم إلى المشكلة. في 25 يناير 2005، قدم الرئيس ساكاشفيلي رؤية جورجية لحل النزاع في أوسيتيا الجنوبية في الجمعية البرلمانية لمجلس أوروبا في ستراسبورغ. في أواخر أكتوبر، أعربت الحكومة الأمريكية ومنظمة الأمن والتعاون في أوروبا عن دعمهما لخطة العمل الجورجية التي قدمها رئيس الوزراء زوراب نوغيديلي في المجلس الدائم لمنظمة الأمن والتعاون في أوروبا في فيينا في 27 أكتوبر 2005. وفي 6 ديسمبر، اعتمد المجلس الوزاري لمنظمة الأمن والتعاون في أوروبا في ليوبليانا قرارًا يدعم خطة السلام الجورجية التي رفضتها فيما بعد سلطات الأمر الواقع في أوسيتيا الجنوبية.

### الحكومة
بموجب المادة 46 من الدستور، رئيس جمهورية أوسيتيا الجنوبية هو رئيس الدولة ورئيس الفرع التنفيذي للحكومة. يتم انتخاب رئيس عن طريق التصويت الشعبي المباشر لمدة خمس سنوات. منذ 21 أبريل 2017، يشغل هذا المنصب أناتولي بيبيلوف الذي فاز في انتخابات متنافسة على الرئيس الحالي ليونيد تيبيلوف.
الهيئة التشريعية للبلاد هي برلمان أوسيتيا الجنوبية المكون من غرفة واحدة والذي يتكون من 34 عضوًا يتم انتخابهم بالاقتراع الشعبي لمدة خمس سنوات.
إن حكومة أوسيتيا الجنوبية هي أحد مكونات النظام المتكامل للسلطة التنفيذية.

### القوات المسلحة
تم دمج القوات المسلحة لأوسيتيا الجنوبية عام 2017 جزئيًا في القوات المسلحة الروسية.
القوات المسلحة لأوسيتيا الجنوبية هي الجيش في ولاية أوسيتيا الجنوبية المعترف بها جزئيًا. وتتألف القوة من 16000 جندي: 2500 ضابط وجندي في الخدمة الفعلية و 13500 جندي احتياطي. وهي تشمل الجيش وسلاح الجو.
تم تشكيل جيش أوسيتيا الجنوبية في عام 1992، وهو قوة الدفاع الرئيسية في جمهورية أوسيتيا الجنوبية الانفصالية، التي تعتبر إلى حد كبير داخل الأراضي الجورجية المعترف بها دوليًا.

## التركيبة السكانية

خريطة عرقية للقوقاز من عام 1995 يعيش الأوسيتيون في أوسيتيا الشمالية والجنوبية.

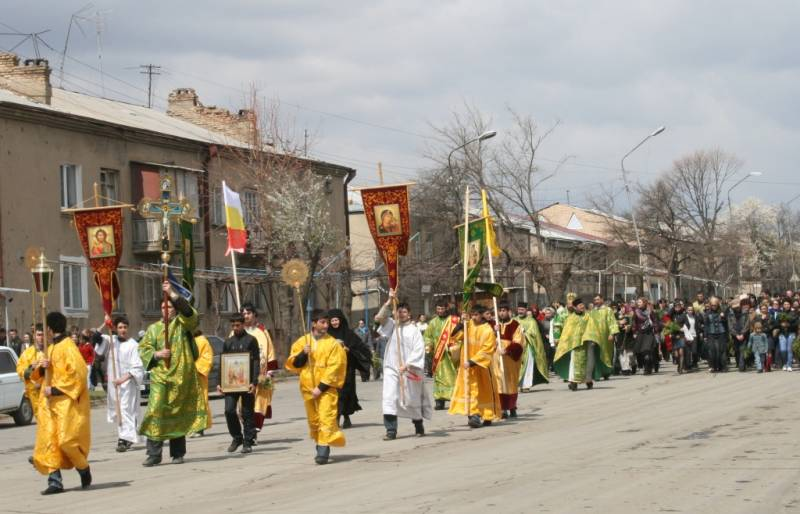
موكب النخيل الأحد في تسخينفالي.

قبل النزاع الجورجي-الأوسيتي كان ما يقرب من ثلثي سكان أوسيتيا الجنوبية أوسيتيا و 25-30٪ كانوا من الجورجيين. كان الجزء الشرقي من البلاد، حول مدينة ومنطقة أخالغوري، يغلب عليه الطابع الجورجي، بينما كان الوسط والغرب أوسيتيا في الغالب. الكثير من الشمال الجبلي مأهول بقليل. (انظر الخريطة في لغات القوقاز).
نظرًا لأن المكتب الإحصائي لجورجيا لم يكن قادرًا على إجراء التعداد الجورجي لعام 2002 في أوسيتيا الجنوبية، فإن التكوين الحالي لسكان أوسيتيا الجنوبية غير معروف، على الرغم من أنه وفقًا لبعض التقديرات كان هناك 47000 من أصل أوسيتيا و 17500 من أصل جورجي في أوسيتيا الجنوبية في عام 2007 .
تقديرات السكان لعام 2009: خلال الحرب، وفقا للمسؤولين الجورجيين، انتقل 15000 جورجي إلى جورجيا. ويشير مسؤولون في أوسيتيا الجنوبية إلى أن 30000 أوسيتيا فروا إلى أوسيتيا الشمالية، وقتل ما مجموعه 500 مواطن من أوسيتيا الجنوبية. هذا ترك عدد السكان المقدر في 54500. لكن خطة إعادة الإعمار الروسية التي تتضمن 600 مليون دولار كمساعدة لأوسيتيا الجنوبية ربما حفزت الهجرة إلى الجمهورية المستقلة بحكم الواقع، خاصة مع تحرك روسيا البالغ 3700 جندي إلى أوسيتيا الجنوبية. تقدر ريا نوفوستي عدد سكان أوسيتيا الجنوبية بـ 80.000، على الرغم من أن هذا الرقم ربما يكون متفائلًا للغاية.
وفقًا لتعداد 2015 الذي أجرته سلطات أوسيتيا الجنوبية، كان إجمالي عدد سكان المنطقة 53,532، بما في ذلك 48,146 أوسيتيا (89.9٪)، و 3966 جورجيا (7.4٪)، و 610 روس. ومن بين هؤلاء، عاش 30432 في تسخينفالي. وقد شككت السلطات الجورجية في دقة هذه البيانات.
المسيحية الأرثوذكسية الشرقية هي الدين الرئيسي الذي تمارسه في أوسيتيا الجنوبية، من قبل الأوسيتيين والجورجيين والروس.
| أسيتون  | 60,351 (69.1%) | 72,266 (68.1%) | 63,698 (65.8%) | 66,073 (66.5%) | 65,077 (66.4%) | 65,232 (66.2%) | 48,146 (89.9%) |
| جورجيون | 23,538 (26.9%) | 27,525 (25.9%) | 26,584 (27.5%) | 28,125 (28.3%) | 28,187 (28.8%) | 28,544 (29.0%) | 3,966 (7.4%)   |
| روس     | 157 (0.2%)     | 2,111 (2.0%)   | 2,380 (2.5%)   | 1,574 (1.6%)   | 2,046 (2.1%)   | 2,128 (2.2%)   | 610 (1.1%)     |
| الأرمن  | 1,374 (1.6%)   | 1,537 (1.4%)   | 1,555 (1.6%)   | 1,254 (1.3%)   | 953 (1.0%)     | 984 (1.0%)     | 378 (0.7%)     |
| اليهود  | 1,739 (2.0%)   | 1,979 (1.9%)   | 1,723 (1.8%)   | 1,485 (1.5%)   | 654 (0.7%)     | 396 (0.4%)     |                |
| آخرون   | 216 (0.2%)     | 700 (0.7%)     | 867 (0.9%)     | 910 (0.9%)     | 1,071 (1.1%)   | 1,453 (1.5%)   | 432 (0.8%)     |
| مجموع   | 87,375         | 106,118        | 96,807         | 99,421         | 97,988         | 98,527         | 53,532         |
| المصدر: |                |                |                |                |                |                |                |

## الاقتصاد
يبلغ الناتج المحلي الإجمالي لأوسيتيا الجنوبية 15 مليون دولار وفق الدراسات التي أجريت عام 2002، ويصل الناتج الفردي السنوي إلى 250 دولارا. يعتمد الاقتصاد على الدعم المالي الروسي، وتمثل الحبوب والفواكه والكروم أهم مواردها الطبيعية، كما تشتهر بها صناعات تعتمد على تربية المواشي والغابات.